# دنیل گیمنز (بازیکن فوتبال، زاده ۱۹۷۷)
دنیل گیمنز (انگلیسی: Daniel Giménez؛ زادهٔ ۳ اکتبر ۱۹۷۸) بازیکن فوتبال اهل آرژانتین است.
از باشگاه‌هایی که در آن بازی کرده‌است می‌توان به باشگاه فوتبال گودوی کروز اشاره کرد.